# توفتسین
توفتسین (به انگلیسی: Tuftsin) با فرمول شیمیایی C21H40N8O6 یک ترکیب شیمیایی با شناسه پاب‌کم 24780 است. که جرم مولی آن ۵۰۰٫۵۹۳ گرم بر مول می‌باشد. 